# Man on Wire
Man on Wire is een Britse-Amerikaanse onafhankelijke film uit 2008 over de Franse koorddanser Philippe Petit.

## Rolverdeling
| Acteur                   | Personage     |
| ------------------------ | ------------- |
| David Demato             | Jean-Louis    |
| Paul McGill              | Philippe      |
| Ardis Campbell           | Annie         |
| Aaron Haskell            | Jean-François |
| Shawn Dempewolff-Barrett | David         |
| David Roland Frank       | Alan          |
| Megan Delay              | De aanbidder  |